# Marianum Buxheim
Das Marianum Buxheim ist ein Gymnasium unter der Trägerschaft des Schulwerks der Diözese Augsburg in Buxheim bei Memmingen im schwäbischen Landkreis Unterallgäu. Ihm angegliedert ist ein Tagesheim.

## Geschichte

### Anfänge
Im ehemaligen Kollegiatstift für Weltpriester wurde 1402 ein Kartäuserkloster gegründet. Die Kartäuser gaben ihrem Kloster den Namen Maria Saal (Haus Mariens). Daraus entstand später der Name Marianum.
1803 wurde das Kloster säkularisiert und ging in das Eigentum der Grafen von Ostheim über. 1810 wurden die Grafen Waldbott von Bassenheim neue Besitzer der Klosteranlage; aus dem Kloster wurde nun ein Schloss. Nach dem Bankrott der gräflichen Familie Waldbott von Bassenheim erwarb 1916 der bayrische Staat weite Teile der Klosteranlage und der Reichskartause Buxheim.
1926 erwarben die Salesianer Don Boscos vom bayrischen Staat zunächst das Prioratsgebäude, das nach der Auflösung des Klosters der gräflichen Familie Waldbott von Bassenheim als Schloss gedient hatte. Das neuerworbene Haus wurde Ausbildungsstätte für Spätberufene, junge berufstätige Männer, die die Absicht hatten, Priester zu werden. Umfangreiche Umbau- und Reparaturarbeiten waren notwendig. Aus Fulpmes in Tirol erhielten die Patres einen Waggon voll Mobiliar, darunter Schulbänke für 35 Schüler, 40 Stühle und die allernotwendigsten Paramente für die Kapelle. 1926 begann der Schul- und Internatsbetrieb mit 36 spätberufenen Schülern.
1927 wurde das Marianum, das bisher eine Filiale des Münchner Salesianerhauses gewesen war, selbständig. In diesem Jahr wurden der Bibliotheksaal und die dazugehörige Kapelle erworben und saniert. Am 21. Juni 1927, dem Hochfest der Salesianer Maria Helferin der Christen erfolgte die Benediktion der Kapelle. Am 6. Juli 1927 war das erste Schuljahr beendet.

### Nationalsozialismus und Zweiter Weltkrieg
Nach der Machtergreifung 1933 wandte sich die Schulpolitik des nationalsozialistischen Staats gegen die kirchlichen Privatschulen. 1937 wurde das Marianum auf Anweisung des nationalsozialistischen Regimes geschlossen. Die Salesianer durften aber bis auf weiteres die römisch-katholischen Pfarreien im Rahmen der Seelsorgeaushilfe und Jugendbetreuung auf der bayerischen und württembergischen Seite der Iller betreuen.
Am 1. Dezember 1942 wurden die Gebäude vom Einsatzstab des Reichsleiters und Chefparteiideologen der NSDAP Alfred Rosenberg angemietet. Der Einsatzstab Reichsleiter Rosenberg war eine Kunstraub-Organisation während des Zweiten Weltkrieges, die unter der Leitung Rosenbergs und des von ihm geführten Außenpolitischen Amt der NSDAP stand. Ab diesem Zeitpunkt fanden keine direkten Luftangriffe auf die Gemeinden Buxheim statt. In die Räumlichkeiten des Areals kamen nun Kunstgegenstände der Wehrmacht aus dem besetzten Frankreich. Nachdem Buxheim nach dem Kriegsende 1945 Teil der amerikanischen Zone geworden war, gaben die Amerikaner 28 Eisenbahnwaggons an geraubten Gegenständen an die Vorbesitzer in Frankreich zurück. Insgesamt wurden 1,5 Millionen Eisenbahnwaggons mit Raubgut durch Rosenberg nach Deutschland transportiert.
Das ganze Elend des Krieges erreichte nun das alte Kloster. Nicht mehr Beutekunst, sondern Heimatvertriebene und Flüchtlinge fanden nun in dem ehemaligen Kloster Obdach.

### Nachkriegszeit

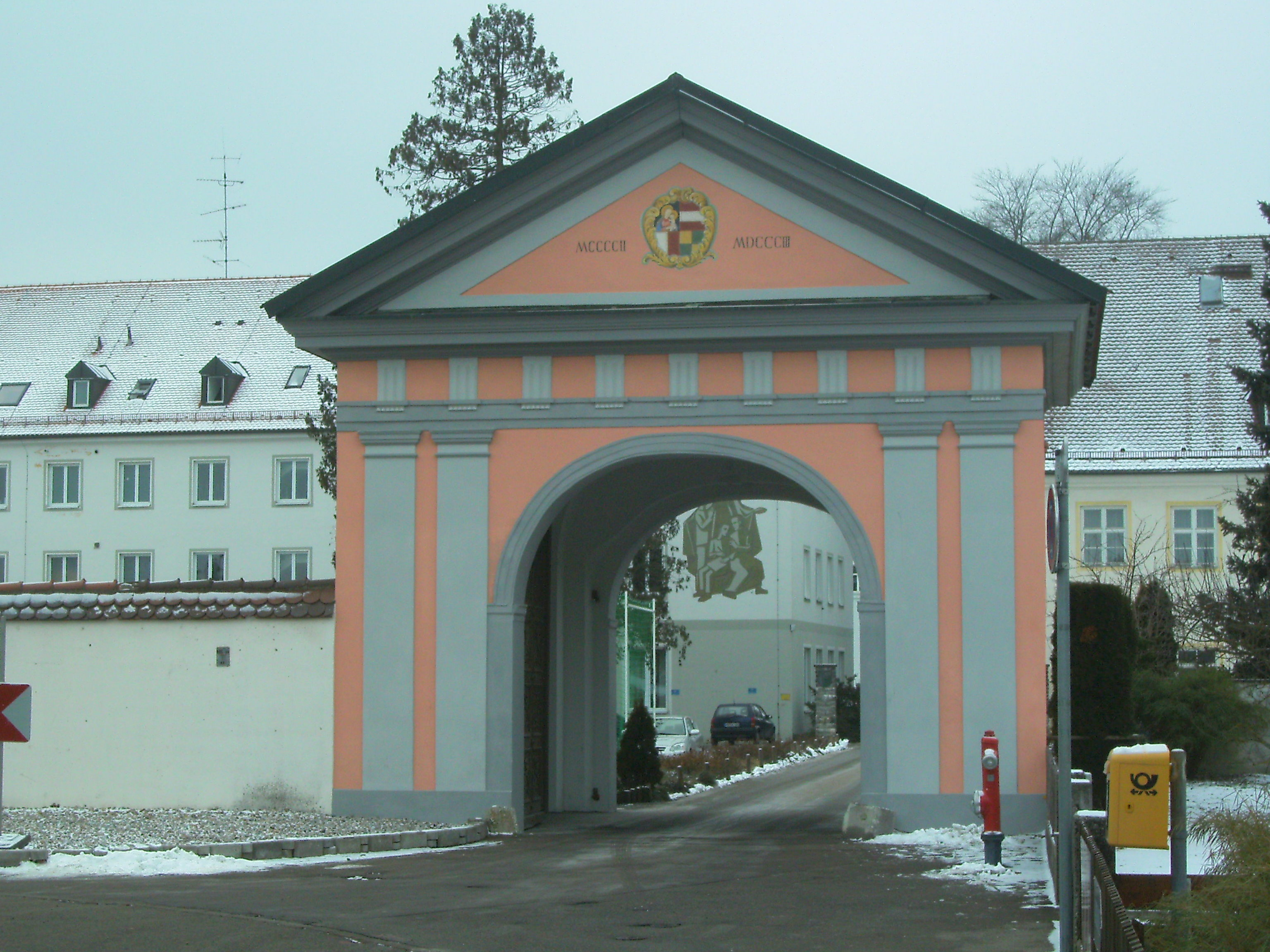
Blick zum Gymnasium in Richtung Westen durch den Torbogen beim Gasthof Sonne (An der Kartause)

1947 wurde die Schule vollständig renoviert und bewohnbar gemacht. Mit 41 Schülern begann das Schuljahr. Nicht nur Spätberufene, sondern auch reguläre Schüler wurden aufgenommen. 1954 siedelte das Spätberufenengymnasium von Benediktbeuern nach Buxheim über. Von 1947 bis 1964 war das Marianum ein staatlich anerkanntes Progymnasium bis zur 10. Klasse. Die Oberstufe von Benediktbeuern wurde 1964 nach Buxheim verlegt. Das Marianum erhielt Abiturrecht und war nun ein staatlich anerkanntes humanistisches Vollgymnasium.
1971 wurde es in ein neusprachliches Gymnasium umgewandelt. Englisch wurde erste Fremdsprache und Latein zur zweiten Fremdsprache zurückgestuft; Griechisch wurde durch Französisch abgelöst. Ab dem gleichen Jahr wurden auch Tagesheimschüler aufgenommen. 1976 wurde unter Anwesenheit des Augsburger Bischofs Josef Stimpfle das fünfzigjährige Jubiläum gefeiert.
1980 wurde das Marianum für externe Schüler geöffnet; 1983 erfolgte die Öffnung für Mädchen; 1985 wurde ein mathematisch-naturwissenschaftlicher Zweig des Gymnasiums eingeführt. Am 26. April 1996 übernahm das Schulwerk der Diözese Augsburg die Trägerschaft des Marianums. Das Internat wurde zum Schuljahresende 2011 geschlossen.
Seit 2011 besteht das Marianum aus einem Gymnasium mit Tagesheim in der Trägerschaft des Schulwerk der Diözese Augsburg mit mathematisch-technologischem und neusprachlichem Zweig für Jungen und Mädchen. Die Salesianer Don Boscos waren im Marianum weiterhin mit einer Niederlassung der Ordensgemeinschaft bis zur Schließung im August 2020 vertreten.

## Konzept und Ausrichtung
Das Gymnasium will keine Anstalt zur wertneutralen Stoffvermittlung sein. Schwerpunkte in der Erziehung der Jugendlichen werden auf vier Teilgebiete gelegt:
- das Entdecken und die Entfaltung der eigenen, individuellen Fähigkeiten,
- die Ausbildung unterschiedlicher Kompetenzen,
- das Erleben von Beziehungen und das Hineinwachsen in die Gemeinschaft,
- das Fragen und Suchen nach dem, was dem Leben Sinn gibt.

Das Gymnasium bietet im Rahmen eines achtjährigen Gymnasiums zwei Ausrichtungen an:
1. Naturwissenschaftlich-technologische Richtung
2. Sprachliche Richtung

Da mihi animas caetera tolle (lateinisch für Gib mir Seelen, alles andere nimm) steht auf dem Torbogen am Eingang des Marianums. Dies war 1841 der Primizspruch Johannes Boscos, des Gründers der Salesianer.

## Direktoren der Salesianer und Schulleiter des Marianums
| Zeitraum  | Direktor                           | Schulleiter                   |
| --------- | ---------------------------------- | ----------------------------- |
| 1926–1928 | Alois Holzner SDB                  | Alois Holzner SDB             |
| 1928/1929 | Heinrich Witthoff SDB              | Alois Holzner SDB             |
| 1929–1935 | Georg Wagner SDB                   | Josef Hackl SDB               |
| 1935/1936 | Josef Metzger SDB                  | Josef Hackl SDB               |
| 1936/1937 | Josef Metzger SDB                  | Matthias Jager SDB            |
| 1937/1938 | Josef Metzger SDB                  | Hermann Lampe SDB             |
| 1938/1939 | Max Scholz SDB                     | Hermann Lampe SDB             |
| 1939–1946 | Max Scholz SDB                     | Unterbrechung durch NS-Regime |
| 1946/1947 | Heinrich Kreutzjans SDB            | Anton Reißmeier SDB           |
| 1947/1948 | Jakob Lotz SDB                     | Anton Reißmeier SDB           |
| 1948–1951 | Konrad Reuß SDB                    | Martin Söll SDB               |
| 1951–1953 | Konrad Reuß SDB                    | Hans Zitzelsberger SDB        |
| 1953–1956 | Siegfried Schäffler SDB            | Hans Zitzelsberger SDB        |
| 1956–1959 | Siegfried Schäffler SDB            | Ulrich Brandstetter SDB       |
| 1959/1960 | Ulrich Brandstetter SDB            | Ulrich Brandstetter SDB       |
| 1960–1964 | Siegfried Schäffler SDB            | Ulrich Brandstetter SDB       |
| 1964–1966 | Siegfried Schäffler SDB            | Josef Bobenstetter SDB        |
| 1966–1972 | Alfons Schneider SDB               | Hans Zitzelsberger SDB        |
| 1972–1974 | Herbert Müller SDB                 | Hans Zitzelsberger SDB        |
| 1974–1981 | Herbert Müller SDB                 | Alfred Schnapp SDB            |
| 1981–1991 | Heiner Heim SDB                    | Alfred Schnapp SDB            |
| 1991–1994 | Alois Gaßner SDB                   | Alfred Schnapp SDB            |
| 1994–2000 | Alois Gaßner SDB                   | Gerald Dötz                   |
| 2000–2009 | Konrad Schweiger SDB               | Michael Heinrich              |
| 2009–2018 | Ulrich Schrapp SDB                 | Michael Heinrich              |
| 2015–2019 | Ulrich Schrapp SDB                 | Erhard Staufer SDB            |
| 2018–2020 | Erhard Staufer SDB                 | Erhard Staufer SDB            |
| 2019      | Erhard Staufer SDB                 | Volkmar Lutz                  |
| seit 2020 | Schließung der Ordensniederlassung | Erich Dietrich                |